# Hrvatska katolička misija
Hrvatska katolička misija naziv je za unutarcrkvenu ustrojbenu dušobrižničku jedinicu koja se bavi pastoralnom skrbi među iseljenim Hrvatima.
Godine 2020., pastoralna skrb za hrvatske iseljenike odvijala se ukupno 189 hrvatskih katoličkih župa, misija, zajednica i srerdišta.

## Povijest
Prvi oblik organizirane pastoralne skrbi za iseljene Hrvate bilo je u Egiptu. U 19. stoljeću radilo je oko 3.000 Hrvata na kopanju Sueskog kanala. Godine 1869. brigom Luje Čurčije, nadbiskupa i apostolskoga vikara Egipta, dolazi fra Jerko Karačić kao službeni hrvatski dušobrižnik.
Ipak, prva trajna organizirana skrb započela je u kolovozu 1894., kada je u Pittsburgh poslan don Dobroslav Božić. Tamo je sagrađena i župna crkva sv. Nikole koja je prva hrvatska crkva u iseljeništvu.
Najveći je broj hrvatskih župa u Americi osnovan početkom 20. stoljeća. Tada se počinju osnivati i misije na drugim kontinentima kao npr. 1904. u Aucklandu.
Odobrenjem Svete konzistorijalne kongregacije, 1958. godine, osnovana je u Rimu „Cura pastoralis pro emigrantibus Croatis”. To je tijelo prethodilo ustanovljenju „Ravnateljstva dušobrižništva za Hrvate u inozemstvu” (Directio Nationalis Operum pro Migrationibus Croatis).
Prvi ravnatelj toga Ravnateljstva bio je Vladimir Vince (1966.-1968.). Zatim su uslijedili: Vladimir Stanković (1969.-1999.), Pero Aračić (1999.-2002.), Pero Ivan Grgić (2002.-2005.), Ante Kutleša (2005.-2010.), fra Josip Bebić (2010.-2014.) i Tomislav Markić (2014.-...). 
Postoji i zajedničko Vijeće HBK i BK BIH za hrvatsku inozemnu pastvu koje je neposredno nadređeno Ravnateljstvu. Vijeće je sastavljeno od biskupa predsjednika, ravnatelja tajnika, deset područnih delegata hrvatske inozemne pastve (Slovenija, Austrija, Švicarska Njemačka, Zapadna Europa, Skandinavija, Kanada, Sjedinjene Američke Države, Južna Amerika i Oceanija). Uključena su i dodatna dva predstavnika časnih sestara i pastoralnih suradnika iz Njemačke te predstavnika redovničkih konferencija Hrvatske i BiH.
Najveća prisutnost misija je u Njemačkoj (99). Zatim u Kanadi (17), Sjedinjenim Američkim Državama (16), Australiji (14), Švicarskoj (12), Austriji (8) Sloveniji (4), Švedskoj (4), Francuskoj (3) i Argentini (2). Po jedna misija postoji u Nizozemskoj, Belgiji, Luksemburgu, Danskoj, Norveškoj, Ujedinjenom Kraljevstvu Velike Britanije i Sjeverne Irske, Irskoj, Peruu, Južnoafričkoj Republici i Novom Zelandu.

### Članci
- Markić, Tomislav. 2020. Pastoralna skrb za hrvatske iseljenike. Crkva u svijetu. Sveučilište u Splitu - Katolički bogoslovni fakultet. Split. 55 (3): 495–508